# (12727) Cavendish
Cavendish (asteroide 12727) es un asteroide del cinturón principal, con un perihelio de 2,08 UA. Posee una excentricidad de 0,0863773 y un periodo orbital de 1 251,04 días (3,43 años).
Cavendish tiene una velocidad orbital media de 19,75901787 km/s y una inclinación de 5,90272º.
Este asteroide fue descubierto el 14 de agosto de 1991 por Eric Elst.
Su nombre es un homenaje al célebre físico británico Henry Cavendish (1731-1810).